# 헬레나브리지

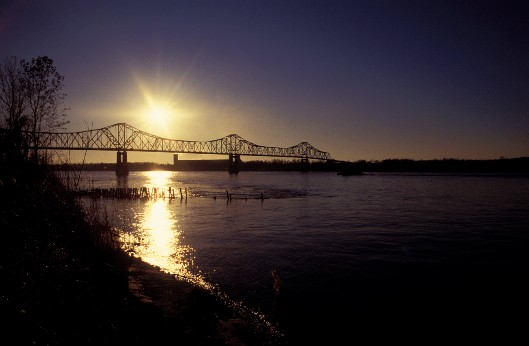

헬레나 브리지(Helena Bridge)는 미국 아칸소주 헬레나와 미시시피주 룰라 사이 미시시피강을 가로지르는 다리이다.
이 다리의 총 길이는 1,586미터, 폭은 9미터이다. 1961년 7월 27일 오픈했으며 2007년 기준 일일 교통량은 6,000대이다.
건설비는 14,000,000달러가 소요되었으며 1961년 톨 브리지로 오픈되면서 과거에 쓰였던 페리를 대체하였다.